# Pedras Vivas
Pedras Vivas é uma banda brasileira de música cristã contemporânea.
A banda foi fundada ainda na década de 90, como o grupo de louvor da Comunidade Cristã de Goiânia, e, nesta época, teve contrato com a gravadora MK Music, selo onde fez sucesso nacional com a canção "Poder da Oração", com a participação da cantora Alda Célia. Quando a igreja mudou seu nome para Fonte da Vida, o grupo passou a se chamar Ministério Fonte da Vida de Adoração.
Em 2011, com o objetivo de se tornar um grupo que ultrapassasse o gosto da igreja local, mudou seu nome para Pedras Vivas, reduziu a formação para quatro integrantes e fechou um contrato com a gravadora Sony Music. Neste ano, foi lançado o álbum Na Tua Memória, que trouxe, definitivamente, uma maior tendência pop rock na sonoridade do grupo.[carece de fontes?]
A banda foi indicada a categoria Grupo de Louvor no prêmio Troféu Talento em 2006. Em 2013, a banda ganhou o prêmio de Melhor ministério de louvor no Troféu Promessas. Seu disco mais recente é Fornalha, produzido por Ruben di Souza e lançado pela Universal Music.
Atualmente é composta pelo casal: Brenda Youssef Sousa e David Augusto, além de mais dois integrantes:Rodney Graciano e Paulo Júnior

## Discografia[6]
- 1996: Projeto de Deus
- 1997: Aviva
- 1998: Obrigado Jesus
- 1999: Poder da Oração
- 2000: Deus é Fiel
- 2001: Seja Adorado
- 2004: Move as Águas
- 2004: Apaixonado
- 2005: Tempo da Colheita
- 2006: Geração Apostólica
- 2007: Santidade ao Senhor
- 2009: Clássicos da Fonte
- 2011: Na Tua Memória
- 2013: Oceano de Amor
- 2015: Fornalha